# 발란도보

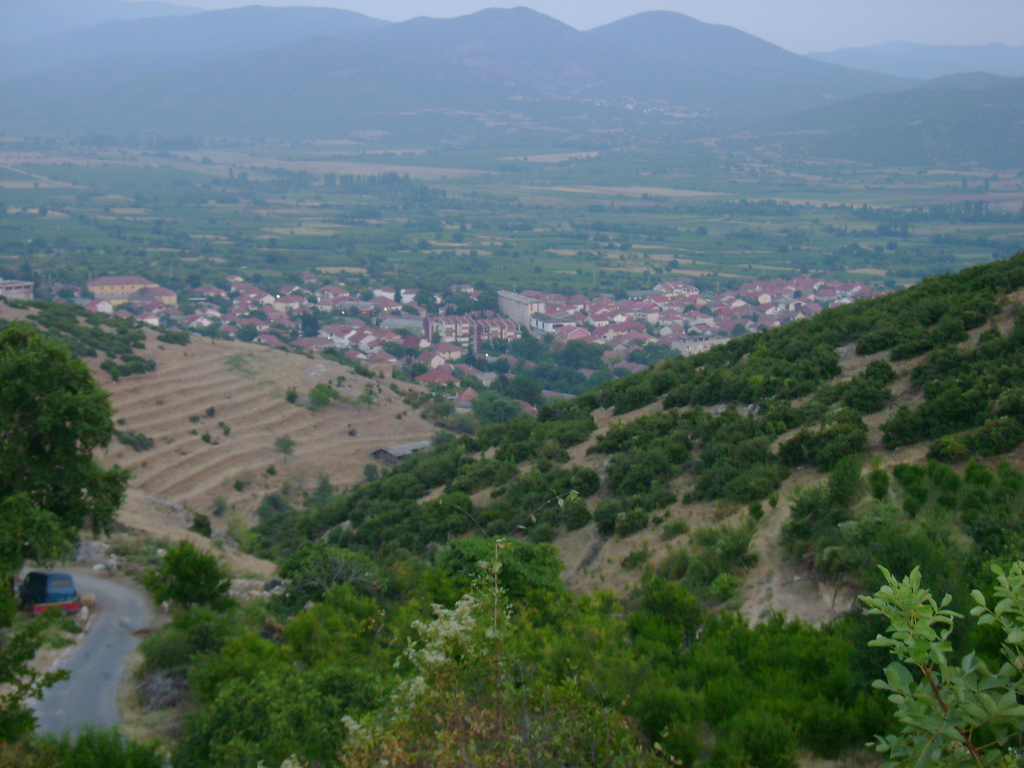
발란도보

발란도보(마케도니아어: Валандово)는 마케도니아 공화국 남동부에 위치한 도시로 면적은 331km2, 인구는 11,890명(2002년 기준)이다.

시 문장